# چراغ راه‌آهن
چراغ راه‌آهن یک وسیلهٔ نمایش بصری است که دستورالعمل‌ها را به‌صورت بصری منتقل می‌کند یا در مورد دستورالعمل‌های مربوط به اختیار راننده برای ادامهٔ حرکت، به او هشدار می‌دهد. راننده علائم راهنما را تفسیر کرده و بر اساس آن عمل می‌کند. سیگنال‌ها معمولاً یا راننده را از سرعتی که قطار می‌تواند با آن به‌طور ایمن حرکت کند مطلع می‌کنند، یا این که به راننده دستور توقف می‌دهند.